# Tianlong

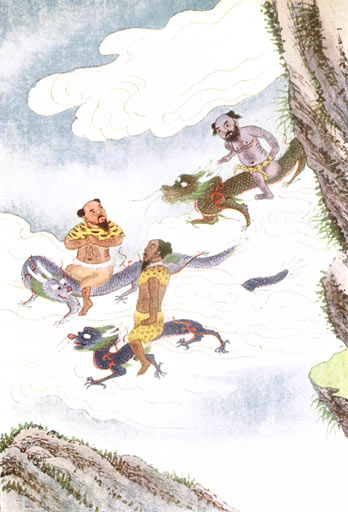
Xian rider drakar

Tianlong (förenklad kinesiska 天龙 traditionell kinesiska 天龍 pinyin tiānlóng) är den ena hälften av det ursprungliga paret i gammal kinesisk mytologi. 
Tianlong gav tillsammans med sin partner upphov till både människorna och de döda tingen och sägs kunna styra himmelen och vädret.  Enligt kinesisk buddhism vaktar den himmelska draken det himmelska palatset och bär det så att det inte faller.
Tianlong är kinesiska. Tian 天 betyder himmel (bildligt även himmelen och gud) och long 龍 betyder drake – himmelsdrake. Kan även tolkas som helig eller gudomlig drake. Tianlong är en flygande drake i kinesisk mytologi, en stjärna i Kinesisk astronomi och förekommer som namn på plaster, företag och skolor.